# Plagithmysus rebeccae
Plagithmysus rebeccae är en skalbaggsart som beskrevs av J. Linsley Gressitt 1978. Plagithmysus rebeccae ingår i släktet Plagithmysus och familjen långhorningar. Inga underarter finns listade i Catalogue of Life.